# Rory Best
Pour les articles homonymes, voir Best.

a Compétitions nationales et continentales officielles uniquement.

b Matchs officiels uniquement.
Dernière mise à jour le 1 novembre 2019.
Rory David Best, né le 15 août 1982 à Craigavon (Irlande du Nord), est un joueur international irlandais de rugby à XV. Il joue en équipe d'Irlande et à l'Ulster au poste de talonneur durant l'intégralité de sa carrière. 
Il est le frère du pilier international Simon Best avec qui il a évolué en province et en sélection nationale.

## Carrière

### En province
En 2006, il remporte la Celtic League avec l'Ulster en tournoi toutes rondes, première victoire de la province dans le nouveau championnat créé cinq ans auparavant. En 2009-2010, il connaît une saison blanche avec sa province en raison de problèmes de dos et d'une lombalgie. Il est titulaire lors de la défaite en finale de la coupe d'Europe 2012 face au Leinster (42-14).
Le 18 avril 2019, il annonce que la Coupe du monde 2019 sera sa dernière compétition, mettant de fait un terme à sa carrière de joueur avec l'Ulster à la fin de la saison 2018-2019 du Pro14. Il joue son dernier match en demi-finale de cette compétition, avec une défaite face aux Glasgow Warriors (50-20). Rory Best est une dernière fois titulaire, avant d'être remplacé à la 61e minute.

### En équipe nationale

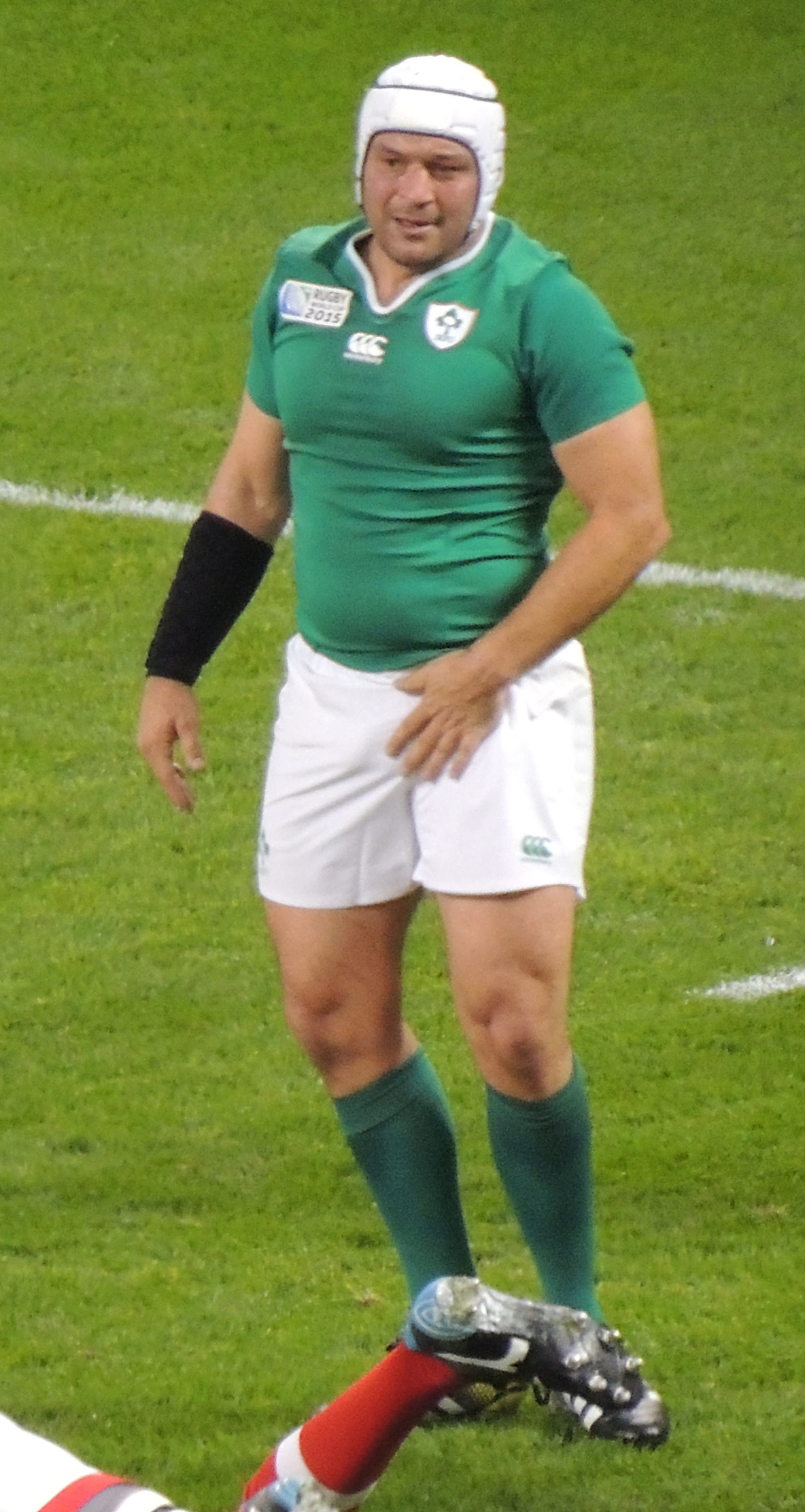
Rory Best en 2015.

Il a honoré sa première cape internationale en équipe d'Irlande le 12 novembre 2005 contre l'équipe de Nouvelle-Zélande.
Lors du Tournoi des Six Nations 2009, l'Irlande remporte le Grand Chelem pour la deuxième fois de son histoire, la première dernière fois remontant à 1948.
Le 19 mars 2011, il remporte avec l'équipe d'Irlande la dernière rencontre du Tournoi des Six Nations 2011 face à l'Angleterre. Ce succès (24-8) et engagé permet aux Irlandais de finir troisièmes du tournoi.
En 2013, il fait partie de la tournée des Lions britanniques et irlandais en Australie en remplaçant de Dylan Hartley, exclu pour des raisons de comportement.
Il est par la suite nommé capitaine du XV du Trèfle par Joe Schmidt pour le Tournoi des Six Nations 2016.
Il est sélectionné pour le Tournoi des Six Nations 2018. Il joue les cinq matchs du tournoi en étant titulaire à chaque fois et marque un essai. L'Irlande remporte tous ses matchs et réalise ainsi le Grand Chelem.
Le 2 septembre 2019, il est sélectionné pour participer à sa quatrième Coupe du monde de rugby à XV lors de coupe du monde 2019 au Japon, au terme de laquelle il met fin à sa carrière internationale.
Il termine sa carrière avec les Barbarians contre le pays de Galles à Twickenham le 30 novembre 2019.

## Palmarès
- Grand chelem dans le Tournoi des Six Nations 2009 et 2018
- Vainqueur des éditions 2014 et 2015
- Vainqueur de la triple Couronne en 2006, 2007, 2009 et 2018
- Vainqueur de la Celtic League en 2006
- Finaliste de la Coupe d'Europe en 2012

## Statistiques en équipe nationale
Rory Best compte 124 sélections dont 102 en tant que titulaire, depuis sa première sélection le 12 novembre 2005 face à la Nouvelle-Zélande.  Il inscrit 60 points, douze essais.
Il participe à 14 éditions du Tournoi des Six Nations de 2006 à 2019. Il dispute 64 rencontres, 55 en tant que titulaire, et inscrit cinq essais.
Il participe à quatre éditions de la Coupe du monde, en 2007, face à la Namibie, la Géorgie et l'Argentine, où il inscrit un essai, en 2011, face aux États-Unis, l'Australie, l'Italie et le pays de Galles, inscrivant un essai, en 2015 où il affronte le Canada, Italie, la France et l'Argentine, et en 2019 où il affronte l'Écosse, inscrivant un essai, le Japon, les Samoa et la Nouvelle-Zélande. Il dispute un total de quinze rencontres en coupe du monde, et inscrit quatre essais.